# José Carlos Seixas
José Carlos Seixas ComMM (Marília, 19 de dezembro de 1937) é um médico e político brasileiro. Foi ministro interino da Saúde durante o governo Fernando Henrique Cardoso.

## Biografia
Em março de 1996, Seixas foi admitido pelo presidente Fernando Henrique Cardoso à Ordem do Mérito Militar no grau de Comendador especial. De 6 de novembro a 13 de dezembro de 1996 foi ministro interino da Saúde.
Foi agraciado Grande Oficial da Ordem do Ipiranga pelo Governo do Estado de São Paulo em 5 de setembro de 2017.